# Silvköparen
Silvköparen är en sjö i Sala kommun i Västmanland och ingår i Norrströms huvudavrinningsområde. Sjön är 2 meter djup, har en yta på 0,939 kvadratkilometer och befinner sig 72 meter över havet. Sjön avvattnas av vattendraget Skvalån.

## Delavrinningsområde
Silvköparen ingår i det delavrinningsområde (664899-153956) som SMHI kallar för Utloppet av Silvköparen. Medelhöjden är 79 meter över havet och ytan är 10,15 kvadratkilometer. Räknas de 2 avrinningsområdena uppströms in blir den ackumulerade arean 42,96 kvadratkilometer. Skvalån som avvattnar avrinningsområdet har biflödesordning 3, vilket innebär att vattnet flödar genom totalt 3 vattendrag innan det når havet efter 146 kilometer. Avrinningsområdet består mestadels av skog (64 procent) och sankmarker (12 procent). Avrinningsområdet har 0,88 kvadratkilometer vattenytor vilket ger det en sjöprocent på 8,6 procent.